# 大富村 (新潟県)
大富村（おおとみむら）は、かつて新潟県南魚沼郡にあった村。

## 沿革
- 1889年（明治22年）4月1日 - 町村制施行に伴い南魚沼郡竹俣村、竹俣新田、片田村、思川村、西泉田村が合併し、大富村が発足。
- 1906年（明治39年）4月1日 - 村域を二分割し、次のとおり近隣自治体と合併して消滅。
  - 大字西泉田 → 南魚沼郡六日町、小栗山村、君帰村、欠ノ上村、余川村、川窪村、美佐島村、八幡村、三和村（一部）と合併して六日町を新設
  - 大字竹俣・竹俣新田・片田村・思川 → 南魚沼郡塩沢町、吉里村、栃窪村、富実村、中目来田村、上島村と合併して塩沢町を新設